# Молодёжный чемпионат Украины по футболу 2018/2019
15-й Молодёжный чемпионат Украины по футболу начался 21 июля 2017 года. Титул чемпиона защищал молодежный состав футбольного клуба «Шахтер» (Донецк).

## Участники
По итогам сезона 2017/18 премьер-лигу покинули:
- «Звезда» (Кропивницкий) — 10-е место. По итогам стыковых матчей с «Десной».
- «Сталь» (Каменское) — 12-е место. Напрямую. (Перед началом перволигового сезона сменила город (Каменское на Бучу) и название на «Феникс», однако вскоре клуб был расформирован)

По итогам Первой лиги 2017/18 в Премьер-лигу повысились:
- «Арсенал» (Киев) — 1-е место. Напрямую.
- «Десна» (Чернигов) — 3-е место. По итогам стыковых матчей со «Звездой».

Также произошла рокировка. «Верес» сменил название на «Львов» и продолжит выступление в УПЛ под новым именем. Одновременно с этим «Львов» сменил название на «Верес» и, также под новым именем, продолжит участие во Второй лиге.
«Черноморец» (Одесса), заняв 11-е место в прошлом сезоне, по итогам стыковых матчей с «Полтавой» опустился в Первую лигу. Однако вскоре, их соперник объявил о расформировании, и вакантное место вновь досталось одесситам, которые таким путем сохранили прописку в УПЛ.
В турнире принимают участие 12 молодёжных команд:
| - | - «Александрия» - «Арсенал» (Киев) - «Ворскла» (Полтава) - «Динамо» (Киев) - «Десна» (Чернигов) - «Заря» (Луганск) | - «Карпаты» (Львов) - «Львов» - «Мариуполь» - «Олимпик» (Донецк) - «Черноморец» (Одесса) - «Шахтер» (Донецк) |

## Турнирная таблица
| М | Команда       | И  | В  | Н | П  | Мячи    | ±   | О  | Примечания |
| - | ------------- | -- | -- | - | -- | ------- | --- | -- | ---------- |
|   | «Динамо»      | 32 | 25 | 4 | 3  | 91 − 23 | +68 | 79 | Группа 1   |
|   | «Александрия» | 32 | 21 | 6 | 5  | 55 − 25 | +30 | 69 | Группа 1   |
|   | «Шахтёр»      | 32 | 16 | 8 | 8  | 63 − 36 | +27 | 56 | Группа 1   |
| 4 | «Заря»        | 32 | 14 | 3 | 15 | 64 − 68 | −4  | 45 | Группа 1   |
| 5 | «Ворскла»     | 32 | 13 | 3 | 16 | 53 − 45 | +8  | 42 | Группа 1   |
| 6 | «Арсенал»     | 32 | 11 | 4 | 17 | 49 − 77 | −28 | 37 | Группа 1   |

| М  | Команда      | И  | В  | Н | П  | Мячи    | ±   | О  | Примечания |
| -- | ------------ | -- | -- | - | -- | ------- | --- | -- | ---------- |
| 7  | «Мариуполь»  | 32 | 16 | 5 | 11 | 54 − 56 | −2  | 53 | Группа 2   |
| 8  | «Черноморец» | 32 | 15 | 7 | 10 | 43 − 39 | +4  | 52 | Группа 2   |
| 9  | «Карпаты»    | 32 | 13 | 6 | 13 | 50 − 55 | −5  | 45 | Группа 2   |
| 10 | «Десна»      | 32 | 8  | 4 | 20 | 41 − 81 | −40 | 28 | Группа 2   |
| 11 | «Львов»      | 32 | 7  | 3 | 22 | 35 − 80 | −45 | 24 | Группа 2   |
| 12 | «Олимпик»    | 32 | 5  | 3 | 24 | 23 − 36 | −13 | 18 | Группа 2   |

- Согласно решению КДК ФФУ команда «Олимпик» (Донецк) исключен из состава участников соревнований.

## Бомбардиры
| # | Игрок             | Команда  | Голы (пен.) |
| - | ----------------- | -------- | ----------- |
| 1 | Андрей Кулаков    | «Шахтёр» | 14 (1)      |
| 2 | Роман Вовк        | «Десна»  | 13 (2)      |
| 3 | Юрий Шпырка       | «Динамо» | 11          |
| 3 | Александр Глагола | «Шахтёр» | 11 (2)      |